# Liste der denkmalgeschützten Objekte in Pernegg (Niederösterreich)
Die Liste der denkmalgeschützten Objekte in Pernegg enthält die 4 denkmalgeschützten, unbeweglichen Objekte der niederösterreichischen Gemeinde Pernegg.

## Denkmäler
| Foto |                 | Denkmal                                               | Standort                                     | Beschreibung | Metadaten |
| ---- | --------------- | ----------------------------------------------------- | -------------------------------------------- | --- | --- |
| ja   | Datei hochladen | Anlage Stift Pernegg HERIS-ID: 74068 Objekt-ID: 87462 | Pernegg 1 Standort KG: Pernegg               | Das ehemalige Prämonstratenserkloster Pernegg wurde 1153 gegründet. Die ehemals südlich und westlich der Stiftskirche befindlichen Gebäude wurden im 17. Jahrhundert unter Verwendung mittelalterlicher Teile neu errichtet.                                                             | BDA-Hist.: Q1622028 Status: § 2a Stand der BDA-Liste: 2025-06-30 Name: Anlage Stift Pernegg GstNr.: 288, 250, 284, 285, 286, 287, 289, 292, 293, 296/1, 296/2, 315 Stift Pernegg |
| ja   | Datei hochladen | Pranger HERIS-ID: 61670 Objekt-ID: 74122              | gegenüber Pernegg 8 Standort KG: Pernegg     | Die Prangersäule am Marktplatz von Pernegg ist mit 1562 bezeichnet. Sie hat einen vierseitig abgefasten Schaft mit Deckplatte und Steinkugel. | BDA-Hist.: Q38096956 Status: § 2a Stand der BDA-Liste: 2025-06-30 Name: Pranger GstNr.: 957/1                                                                                    |
| ja   | Datei hochladen | Bildstock HERIS-ID: 61672 Objekt-ID: 74124            | Pernegg 51, in der Nähe Standort KG: Pernegg | An der Kreuzung nach Hötzelsdorf steht ein mit 1539 bezeichneter Tabernakelpfeiler. Der an drei Seiten offene Tabernakel hat kielbogige Maßwerkgiebel und ein Wappen am Kapitell. | BDA-Hist.: Q38096966 Status: § 2a Stand der BDA-Liste: 2025-06-30 Name: Bildstock GstNr.: 983                                                                                    |
| ja   | Datei hochladen | Bildstock HERIS-ID: 61687 Objekt-ID: 74144            | Raisdorf 44 Standort KG: Raisdorf            | Südöstlich von Raisdorf befindet sich ein Tabernakelpfeiler aus der ersten Hälfte des 17. Jahrhunderts, mit abgefastem Schaft, profilierten und gekehlten Platten sowie einem Steinkreuz. Die Inschrifttafeln von Michael Mayrhofer und Hausfrau Marina sind mit einem Eierstab gerahmt. | BDA-Hist.: Q38097006 Status: § 2a Stand der BDA-Liste: 2025-06-30 Name: Bildstock GstNr.: 1341 Tabernakelpfeiler, Raisdorf                                                       |